# Pratella
Pratella är en ort och kommun i provinsen Caserta i regionen Kampanien i Italien. Kommunen hade 1 533 invånare (2017).